# 노량진 배수지 수몰 사고
노량진 배수지 수몰 사고(鷺梁津 配水池 水沒 事故, 영어: Noryangjin Flooded Underground Reservoir Accident, July 2013)는 2013년 7월 15일 17시 29분 동작구 본동 258-1 노량진배수지 내 상수도관 부설 작업장에서 암사정수센터에서 노량진배수지로 공급하는 상수도관 이중화부설 공사 중 흑석동 상수도관으로 한강물이 유입 되면서 작업인부 7명이 수몰된 사고이다.

## 원인
서울시 상수도사업본부는 암사정수센터에서 노량진 배수지로 공급하는 송수관 중 올림픽대로에서 노량대교 교각 하부구간의 취약구간에 이중화(비상관로) 사업을 시행하여 안정적인 수돗물을 공급하기 위해  지하 40m에 직경 1.5m의 대형 상수도관을 부설하고 있었다. 공사비는 180억원 규모로 2011년 9월 시작돼 2014년 4월 완공될 예정이였다. 사고는 계속된 폭우로 한강물이 불어나면서 발생했다. 공사구간 중 한강둔치 쪽에 뚫려 있는 길이 9m·너비 12m 대형 구멍으로 직경 2.2m 공사현장 터널에 한강물이 범람해 들어와 빚어진 것으로 추정된다. 7명이 작업하던 터널은 강물의 범람에 대비해 차단막이 설치돼 있었지만 밀려드는 강물의 압력에 차단막이 터진 것이다. 터진 차단막을 통해 강물이 쏟아져 들어오면서 터널에서 작업하던 7명은 순식간에 물에 휩쓸렸다.

## 결과
서울중앙지법 형사합의29부(천대엽 부장판사)는 2014년 1월 17일 업무상 과실치사 및 산업안전보건법 위반 혐의로 구속기소된 사건당시 하도급사 현장소장 권모(44)씨에게 징역 2년을 선고했다. 재판부는 "권씨는 범람하는 물을 막으려고 설치한 차수막의 성능이 좋지 않고 사고 당일 안전을 위한 추가 조치가 필요하다는 사실을 알고 있었다"며 "(그런데도) 수몰 우려가 있는 현장에 근로자를 투입했다"고 지적하며 "이 사고는 안전불감증으로 일어난 인재"라며 "책임에 상응하는 형이 불가피하다"고 양형 이유를 밝혔다. 권씨와 같은 혐의로 재판에 넘겨진 시공사 현장소장 박모(48)씨에게는 금고 2년에 집행유예 3년이, 책임감리관 이모(49)씨에게는 금고 1년6월에 집행유예 2년이 각각 선고됐다. 함께 재판에 넘겨진 서울시 상수도관리본부 공사관리관 이모(53)씨에게는 "공사 현장의 안전에 대한 구체적 사안을 실질적으로 감독할 책임은 없다"며 무죄가 선고되었다.